# テリー・ファレル
テレサ・リー・"テリー"・ファレル（Theresa Lee "Terry" Farrell、1963年11月19日 - ）はアメリカ合衆国の俳優・元ファッションモデル。俳優としての代表作は『スタートレック:ディープ・スペース・ナイン』。

## 人物
テリー・ファレルはKay Carol Christine BendicksonとEdwin Francis Farrell, Jrの子として生まれた。後に母親がDavid W. Grussendorfと再婚した際、テリーと彼女の姉妹クリスティンは Grussendorfらに引き取られた。
モデルになる前はシーダーラピッズ(Cedar Rapids)のショッピングモールでクリスマス毎にエルフを演じた。1978年、15歳のテリーは交換留学生としてメキシコシティに行った。彼女は大都会が気に入り、身長が6フィートになったjunior yearには、ニューヨークの エリート・モデル・マネジメントに写真を送った。17歳になった時、彼女はNYCに呼ばれ、2日かかってそこへ行き、Mademoiselle誌と専属契約を結んだ。

### 私生活
ペンシルベニア州ハーシー市で、元スプリントのスポークスマンである夫ブライアン・ベイカーと息子と暮らしていた 。趣味はキルト制作を含む裁縫。2015年12月に離婚した。ファレルは2017年にレナード・ニモイの息子アダム・ニモイと再婚した。

## 出演作品

### テレビ番組
- Paper Dolls (1984) Laurie Caswell
- コスビー・ショー Cosby Show (1984) (ゲスト出演)
- ファミリータイズ Family Ties (1986) (ゲスト出演) Liz Obeck
- トワイライト・ゾーン The New Twilight Zone "After Hours" (1989) (ゲスト出演)
- Mimi & Me (1991) (TV) .... Mimi Molloy
- タイムマシーンにお願い Quantum Leap "A Leap for Lisa" (1992) (ゲスト出演) Lisa Sherman
- 宇宙船レッド・ドワーフ号 Red Dwarf ※アメリカ版第2パイロット (1992) The Cat
- Grapevine (1992) Laurie
- w:Danielle Steel's Star (1993) Elizabeth
- スタートレック:ディープ・スペース・ナイン Star Trek: Deep Space Nine (1993–1998)（ジャッジア・ダックス）
- Talk Soup (1996) 本人として
- Becker (1998 - 2002) Reggie

### 映画
- Off the Wall (1982)
- Portfolio (1984) Elite Model
- The Deliberate Stranger (1986)（Katie Hargreaves）
- バック・トゥ・スクール Back to School (1986) （ヴァレリー）
- ビバリーヒルズ・マダム Beverly Hills Madam (1986)（Julie Taylor）
- Off the Mark (1987)(Jenell Johnson)
- ヘルレイザー3 Hellraiser III: Hell on Earth (1992) （ジョーイ）
- レッド・サン・ライジング Red Sun Rising (1993)(Karen Ryder)
- ダニエル・スティール/運命の罠 Danielle Steel's Star (1993)（エリザベス）
- Reasons of the Heart (1996)
- Legion (1998)（Major Doyle）
- ディープ・コア2000 Deep Core 2000 (2000)（Allison Saunders）
- たったひとつの愛 One True Love (2000) （Dana Boyer）
- w:Tripping the Rift (2000) (声優として、 Six of One）
- Crossing the Line (2000)（Laura Mosbach）
- Gleason: The Jackie Gleason Story (2002) （マリリン・テイラー）
- Psychic Murders (2002) （メイシー）
- エアポート'03 Code 11-14 (2003)（ Michelle Novack）

### ゲーム
- Kids on Site video game for young children (Bertha)(1994)
- w:Star Trek: Deep Space Nine: Harbinger (1996) （声優として、ジャッジア・ダックス）
- w:Star Trek: Deep Space Nine: The Fallen (2000)（声優として、ジャッジア・ダックス）
- w:Treasure Quest プレイヤーのガイド